# 帯屋町商店街

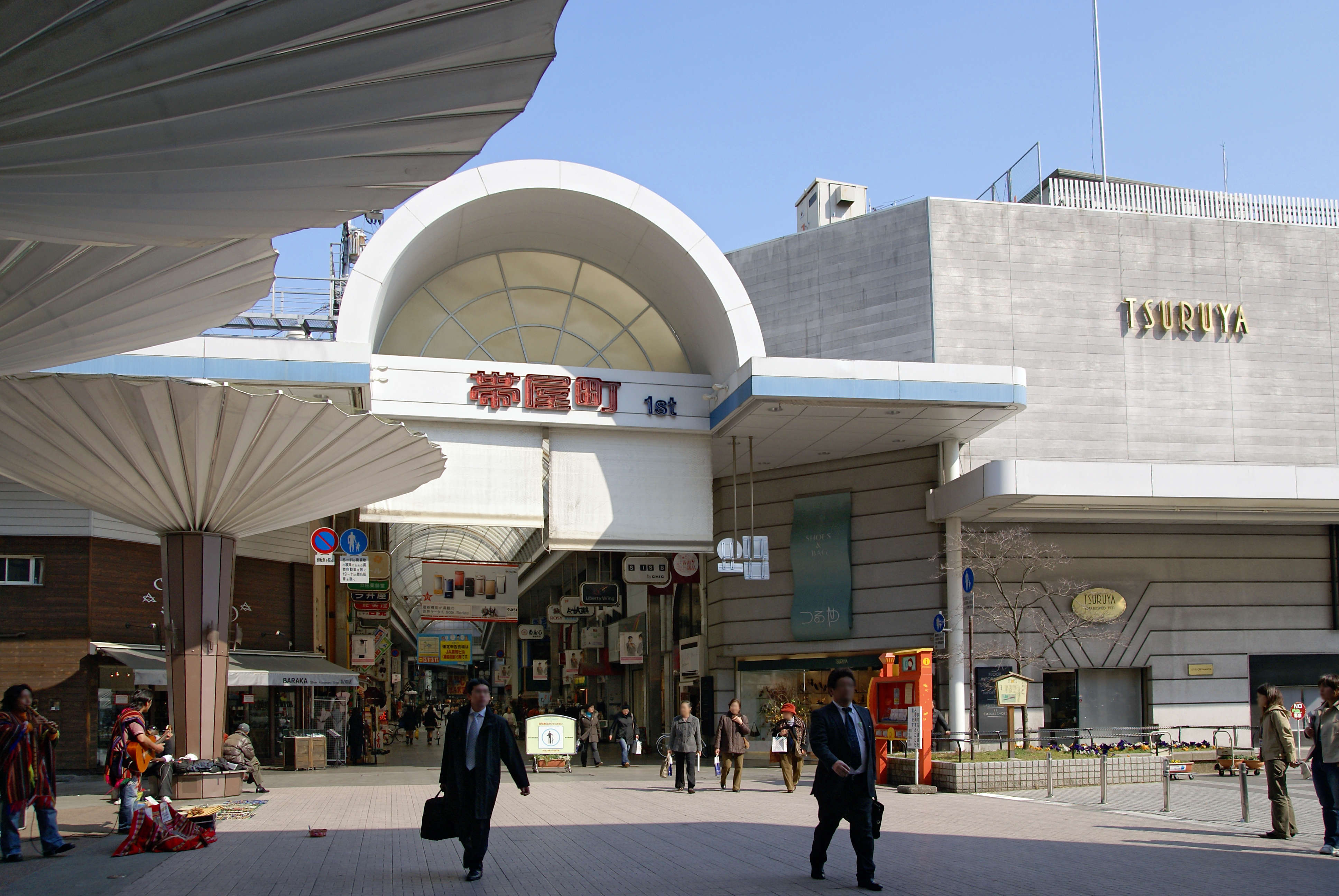
帯屋町一丁目商店街

帯屋町商店街（おびやまちしょうてんがい）は、高知市中心部に位置し、東西650mの全蓋式アーケードで高知県内一の規模を誇る商店街である。

## 概要

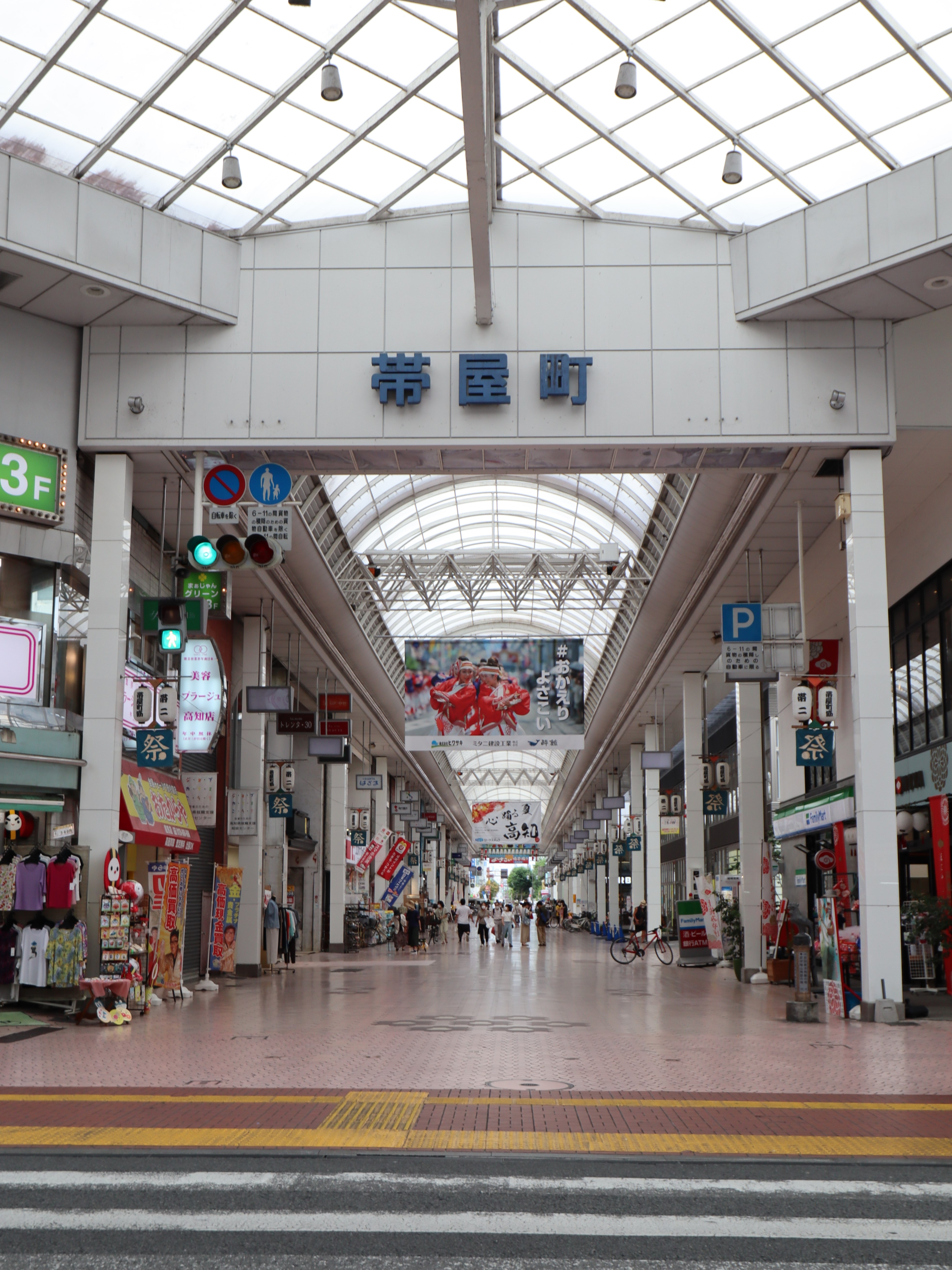
帯屋町2丁目商店街

周辺には大橋通り商店街、はりまや橋商店街、新京橋商店街、帯屋町チェントロなどの商業施設や高知県庁、高知市役所などの行政機能を有する施設、高知県・高知市共立図書館オーテピア、地下駐車場、中央公園のような広場などといったあらゆる施設が集まっている。
商店街内にはマクドナルドやミスタードーナツ、スターバックスといった大手チェーン店の他、百貨店の高知大丸、個人商店などファッションや食といったさまざまな商業施設などが並んでいる。

## アクセス

### 路面電車
- とさでん交通 - 大橋通停留場・堀詰停留場・はりまや橋停留場・蓮池町通停留場

### 路線バス
- とさでん交通 - 大橋通・堀詰・堺町・帯屋町・北はりまや橋の各バス停